# Campeonato Paraibano de Futebol de 2006 - Segunda Divisão
O Campeonato Paraibano de Futebol de 2006 - Segunda Divisão, também conhecido como Troféu Chico Bala foi a 22 ª edição do Segunda divisão do Campeonato Paraibano de Futebol. Aconteceu entre os dias 5 e 13 de Agosto e o Auto Esporte Clube foi campeão e conquistou uma vaga para a primeira divisão do ano seguinte

## Participantes
Os clubes: Auto Esporte Clube e Associação Desportiva Perilima foram os únicos a competir na segunda divisão, os demais clubes que estavam aptos a disputar o campeonato não antederam aos critérios exigidos pela Federação Paraibana de Futebol e foram impedidos de disputar o certame, foram eles:
- Miramar Futebol Clube
- Cruzeiro Esporte Clube
- Santa Cruz Recreativo Esporte Clube
- Associação Atlética Leonel; e
- Sociedade Cultural Recreativa de Monteiro

## Rodada Única
| 5 de agosto | Perilima | 0 – 7 | Auto Esporte-PB                                                            | Amigão, Campina Grande |
|             |          |       | Marcelo Santos · 18' 35' 60' 68' · Alexandre 20' · Idalvo 47' · Valdir 86' |                        |

| 13 de agosto | Auto Esporte-PB | 1 – 0 | Perilima | Almeidão, João Pessoa |
| 16:00        | Missinho 38'    |       |          |                       |

## Classificação
| Pos | Time                           | Pts | J | V | E | D | GP | GC | SG |
| --- | ------------------------------ | --- | - | - | - | - | -- | -- | -- |
| 1º | Auto Esporte Clube             | 6   | 2 | 2 | 0 | 0 | 8  | 0  | +8 |
| 2º | Associação Desportiva Perilima | 0   | 2 | 0 | 0 | 2 | 0  | 8  | -8 |
| Pts - pontos ganhos; J - jogos; V - vitórias; E - empates; D - derrotas; GP - gols pró; GC - gols contra; SG - saldo de gols; % - aproveitamento |                                |     |   |   |   |   |    |    |    |

|  |                                                     |
|  | Campeão e classificado para a primeira divisão 2007 |
|  | Classificado a primeira divisão de 2007             |

| Campeão Paraibano de 2006 - Segunda Divisão |
| ------------------------------------------- |
| Auto Esporte Clube (1º título)              |